# Вервік
Вервік — громада, розташована у бельгійській провінції Західна Фландрія. Станом на 1 січня 2006 року населення Вервіка становило 17 607 осіб. Загальна площа — 43.61 км².

## Пам'ятки
- Храм святого Медардуса у готичному стилі
- Національний музей тютюну

## Видатні жителі
- Ів Летерм — прем'єр-міністр Бельгії
- Вім Дельвой — актор
- Ронні Коутере — актор
- Жозеф Демьюсер — велогонщик, переможець Мілан—Санремо